# Felix Beigel
Felix Beigel (* 19. September 1903 in München; † 14. Februar 1942 in Bamberg) war ein deutscher Landrat.

## Leben
Nach dem Abitur am humanistischen Gymnasium in München absolvierte Felix Beigel ein Studium der Rechtswissenschaften an der Ludwig-Maximilians-Universität München und der Universität Friborg. 1930 legte er die erste juristische Staatsprüfung ab. Nach dem dreijährigen Referendariat folgte 1933 das Große juristische Staatsexamen. Zum 1. Februar 1934 erhielt er die Ernennung zum Assessor bei der Regierung von Oberbayern und wechselte zum Jahresende als Regierungsrat zum Bezirksamt Erding. Bereits nach zehn Monaten wurde er zum Polizeipräsidium München abberufen, wo er bis zu seiner Ernennung zum Bezirksamtsvorstand (ab 1939 Landrat)  des Bezirksamtes Bamberg (ab 1939 Landkreis Bamberg) tätig war. Dort verstarb er im Amt. 
Beigel war Mitglied des Bundes Reichskriegsflagge (paramilitärische Vereinigung) und trat zum 17. Januar 1923 der NSDAP bei. Zum 1. März 1932 trat er wieder in die neu gegründete Partei ein (Mitgliedsnummer 992.659). Im selben Jahr wurde er Mitglied der SA. In einem Verfahren vor der Hauptspruchkammer München wurde Beigel post mortem (nach seinem Tod) als Minderbelasteter eingestuft.